# Secrezione
La secrezione è quel processo che le cellule o ghiandole compiono nell'elaborare e rilasciare sostanze chimiche sotto forma di prodotti denominati secreti.
La secrezione può avere diversi scopi come ad esempio l'eliminazione di sostanze nocive o l'immissione nell'apparato circolatorio dell'essere vivente (se ne è dotato) di ormoni. A differenza dell'escrezione, le sostanze devono svolgere una determinata funzione piuttosto che essere prodotti di scarto.
Tra i secreti umani possono essere ricordati il muco, i succhi gastrici, la saliva, la bile, il latte e il sudore.